# Le Voyage de Louisa

Le Voyage de Louisa est un téléfilm français écrit par Azouz Begag, avec la collaboration de Charles-Antoine de Rouvre, réalisé par Patrick Volson et diffusé sur France 2, le 7 décembre 2005, rediffusé en mai et juin 2006 sur France 4 et en avril 2007 sur France Ô.

## Synopsis
Ce film du genre road movie raconte l'histoire d'un jeune instituteur d'un petit village tunisien proche de Tataouine qui accompagne sa jeune sœur malade en France pour la faire soigner. Comme ils ne disposent pas de visa, ils empruntent le chemin périlleux des travailleurs immigrés clandestins à travers la Méditerranée sur des embarcations de fortune et à travers l'Italie.

## Fiche technique
Sauf indication contraire, les informations mentionnées dans cette section peuvent être confirmées par la base de données cinématographiques IMDb,  présente dans la section « Liens externes ».
- Coproducteurs : Matteo Levi et Roberto Levi
- Producteur exécutif : Sophie Ravard
- Musique : Cheb Mami, Hugues de Courson et Simon Cloquet Lafollye[1]
- Image : Mathieu Czernichow
- Montage : Jacqueline Herbeth
- Décors : Khaled Joulak et Marta Zani

## Distribution
Sauf indication contraire, les informations mentionnées dans cette section peuvent être confirmées par la base de données cinématographiques IMDb,  présente dans la section « Liens externes ».
- Mélèze Bouzid : Louisa
- Jamal Hadir : Sélim
- Walid Afkir : Walid
- Cristiana Capotondi : Fatima
- Stefano Oppedisano : Le professeur
- Dorra Zarrouk : Aïcha
- Dalila Meftahi : Mère Béjaoui
- Lotfi Dziri : El Fransaoui
- Salah Miled : L'Imam du village
- Assunta Battaglia : Mère Fatima
- Claudio Castrogiovanni : Policier
- Renato Cecchetto : Médecin
- Luciano Donda : Guichetier
- Dali Madani : Le collègue
- Giovanni Martorana : Aldo
- Andréa Peghinelli : Contrôleur
- Claudio Puglisi : Nouri
- Francesca Riccio Cobucci : Nonne
- Lily Tirinnanzi : Patronne pension
- Dario Veca : Contremaître

## Diffusion
En raison de l'absence de vedette et d'un sujet sensible, France 2 a attendu près de deux ans pour diffuser le téléfilm, pourtant prêt en début d'année 2004. Un changement de la direction des programmes et une volonté du gouvernement de proposer des programmes plus osés semblent avoir permis la diffusion de la fiction le 7 décembre 2005.

## Inspiration
Le sociologue et futur ministre délégué français à la promotion de l'égalité des chances, Azouz Begag (il est ministre au moment de la diffusion du téléfilm), est à l'origine du projet et en signe le scénario avec Charles-Antoine de Rouvre. Il puise son inspiration dans le livre Clandestin en Méditerranée du journaliste suisse Fawzi Mellah et dans son propre roman Ahmed de Bourgogne, coécrit avec Ahmed Béneddif,.

## Critiques
Dans Le Monde, Guillaume Fraissard salue « un trio d'acteurs toujours justes » et un « téléfilm tendre aux accents picaresques [qui] parvient sans lourdeurs à aborder des thèmes d'actualité graves ».
Samuel Douhaire, dans Libération, regrette une dimension « conte de fées » mais estime qu'elle devait être « indispensable pour qu'un sujet aussi peu glamour que les sans-papiers puisse bénéficier d'un prime-time sur la télé publique ». Le talent des jeunes comédiens est également salué par le journaliste.
Karin Tshidimba estime dans La Libre Belgique que le téléfilm « [interroge] avec tact et intelligence les enjeux de l'immigration » mais regrette les « émotions «faciles» : maladie d'un enfant et [le] «happy end» ».

## Audience
Le téléfilm est suivi en France par 3 742 720 téléspectateurs, soit 15,6 % de part de marché.

## Prix
- Révélation et découverte pour Mélèze Bouzid au Festival de la fiction TV de Saint-Tropez 2004[3]